# Davosa
Davosa ist eine 1861 gegründete Schweizer Uhren-Marke, die von der Manufaktur Fabrique d’horlogerie Hasler & Co SA in Tramelan hergestellt wird.

## Geschichte
Die Kunst der Uhrenherstellung entwickelte sich vor mehr als 200 Jahren in der bergigen Region des Schweizer Jura, der sich von Basel bis Genf erstreckt. Es waren oft Bauern, die dieses Handwerk während der langen Wintermonate erlernten, auch um ihr spärliches Einkommen aufzubessern.
Die Geschichte der Marke lässt sich bis zu einer jener Familien aus Bauern und Uhrmachern zurückverfolgen.
Zur Hasler-Familie gehörten vier Brüder, von denen zwei ihr kleines Bergdorf im Vallé de Joux verließen, um in Genfer bzw. Bieler Uhrenmanufakturen zu arbeiten. Ein weiterer Bruder, 
Abel Frédéric Hasler begann im Jahr 1881 als Hersteller von kleinen Serien handwerklich fabrizierter Silberuhrenschalen.  Sechs Söhne erlernten das Uhrmacherhandwerk, einer davon, Paul Hasler gründete 1917 die Terminages d’Horlogerie, ein Unternehmen, das sich darauf spezialisierte, für Markenuhren die Montage zu übernehmen. Es gelang ihm, das Unternehmen durch die wirtschaftlich schwierigen Jahre zwischen 1930 und 1936 mit ihrer hohen Arbeitslosigkeit zu führen, die viele Uhrenhersteller zur Aufgabe zwangen. Zu dieser Zeit beschäftigte Paul Hasler bereits 12 eigene Uhrmacher.

### Die Gründung der Hasler Frères
Zusammen mit seinem Bruder David Hasler als Teilhaber gründete Paul Hasler 1946 Hasler Frères, und 1974 benannte man sich in Hasler & Co. SA um. Zu dieser Zeit begann man bereits mit der Produktion eigener Modelle, die auch in den USA viele Käufer fanden. Zugleich lieferte man Teile und komplette Uhren im Private-Label Geschäft. Im Jahr 1953 bezog die Hasler & Co. SA ihre heutige Produktionsstätte in Tramelan.

### Die Marke Davosa
1987 kreierte man eine kleine Kollektion unter der Marke Davosa, die durch Chronographen mit den Werken Valjoux 7750 und 7751 sowie andere Besonderheiten – Gangreserve und Regulatoren – gekennzeichnet ist. Auf der Inhorgenta 1998 in München wurde diese Kollektion erstmals vorgestellt, die seither als Namensgeber für die ganze Marke dient.
Heute befindet sich die Marke Davosa in der Hand eines Familienunternehmens und verfügt über eine weltweite Distribution. Zum Portfolio gehören sowohl mechanische als auch quarzangetriebene Uhren für Damen und Herren.

## Uhrwerke (Marken) die von Davosa verwendet werden
- Dubois-Dépraz
- ETA
- Peseux
- Unitas
- Valjoux
- Soprod
- Sellita

## Uhrenmodelle
Davosa Centum ist eine Fliegeruhr mit einer limitierten Stückzahl von 400 Exemplaren. Die Einführung der Centum-Edition würdigt hundert Jahre Fluggeschichte, die durch den Testflug des Wright Flyers im Dezember 1903 ihren Ursprung nimmt. Die Davosa Centum ist eine der zuverlässigsten Uhren des Unternehmens. Die Abweichungen liegen im Mittel zwischen 0 und 3 Sekunden pro Tag. Die Uhr übersteht einen Druck von 10 Atmosphären.
Die Modelle der Titanium-Edition bestehen aus einem dreiteiligen Titangehäuse und verbautem Karbon. Als Verglasung am Ziffernblatt dient ein entspiegeltes Saphirglas über dem einzeln verschraubten Glasboden. Die Kombination übersteht einen Maximaldruck von fünf Atmosphären.
Die Davosa Simplex ist eine weit verbreitete Herrenuhr mit automatischem Aufzug und einer Datumsanzeige. Das Edelstahlgehäuse umfasst das entspiegelte Saphirglas über dem Vollgewinde-Schraubboden. Bei der Davosa Simplex kommen außerdem Leuchtziffern und -zeiger zum Einsatz.
Die Ternos ist eine Taucheruhr, die bei absoluter Wasserdichtheit bis zu 20 Atmosphären übersteht. Das noch höherwertige Taucheruhr-Modell heißt Argonautic und arbeitet bis zu 35 Atmosphären. Sie ist mit einem automatischen Aufzug, kratzfester Keramik-Lünette, leuchtenden Indices, Punkten und Zeigern, sowie einem Heliumventil ausgestattet.
Neben den Mechanikuhren bietet Davosa außerdem ein Sortiment an Quarzuhren an, von denen die bekanntesten Modelle Urban Player, Heritage, Luna Star, Calypso, Nautic Star und Metropolitan sind. Mit der Double Savonette führt Davosa außerdem eine Kollektion an Taschenuhren.

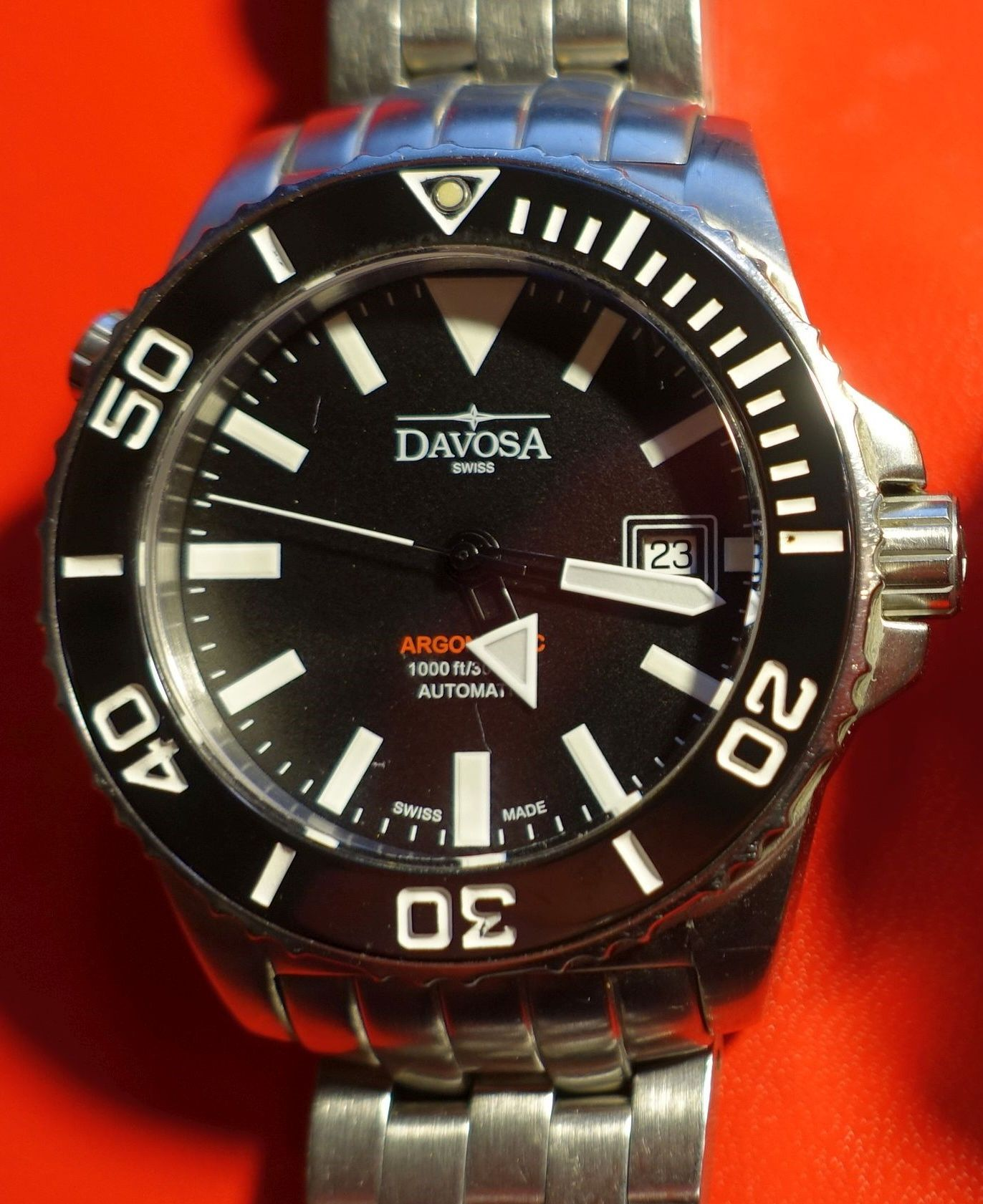
Modell Argonautic (2014)

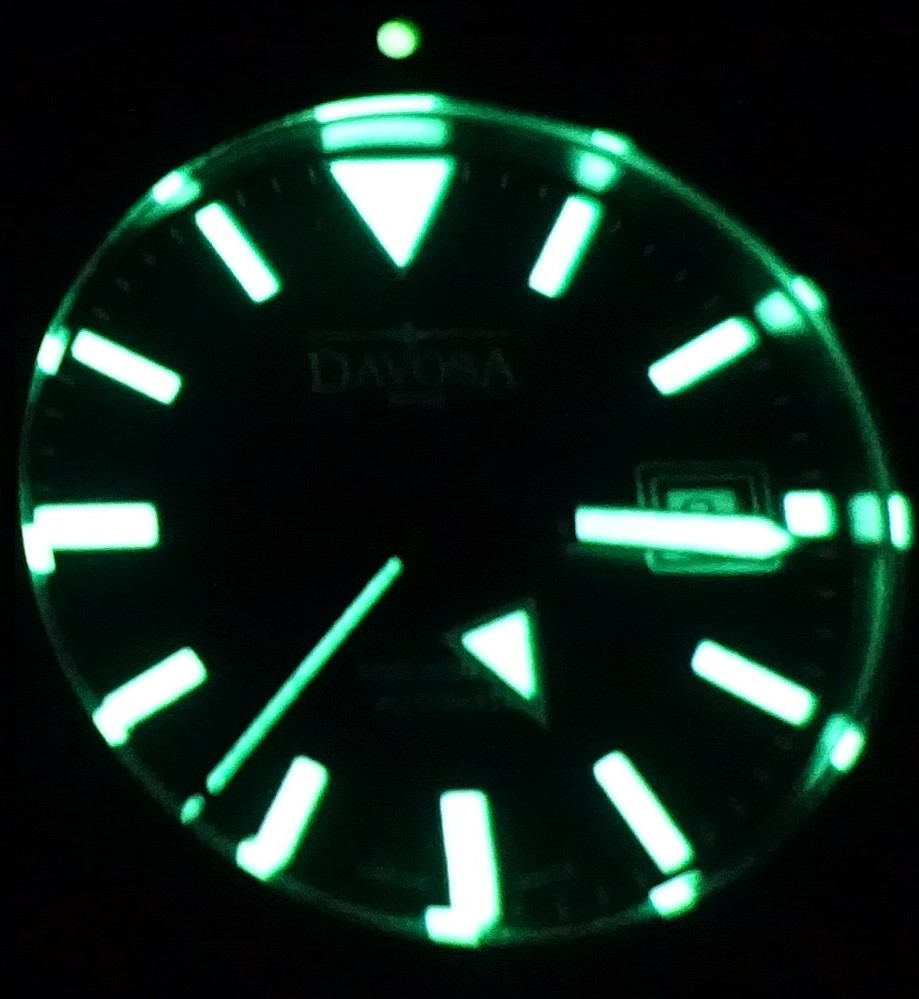
Nachsichtbarkeit der Argonautic

Weitere Uhrenmodelle von Davosa:
- Black & White
- Vireo Dual Time
- Selente
- Mercator
- Pares
- Argonautic Ceramic[5]